# Cleómenes I
Cleómenes I (Κλεομένης, en griego antiguo) fue rey agíada de Esparta desde el año 520 a. C., hasta su muerte en el 490 a. C. Durante su reinado intervino en dos ocasiones en la política interna de Atenas y se abstuvo de participar en la Revuelta jónica.

## Primeros años
Era hijo de Anaxandridas II, de la dinastía de los Agíadas, y de la segunda esposa de este, y medio hermano de Dorieo. Aunque Dorieo era hijo de la primera mujer de Anaxándridas y tenía, por tanto, mayor legitimidad para aspirar al trono, fue Cleómenes quien sucedió a su padre hacia el 520 a. C.

## Guerra con Atenas
En torno al 510 a. C. la familia de los Alcmeónidas, que había sido exiliada de Atenas, solicitó a Esparta su ayuda para destronar a Hipias, el hijo de Pisístrato y tirano de Atenas. Los Alcmeónidas, dirigidos por Clístenes, sobornaron al oráculo de Delfos para que ordenase a los espartanos prestarles asistencia y, en efecto, Cleómenes acudió en su ayuda. El primer ataque contra Atenas fue un fracaso, pero Cleómenes dirigió en persona una segunda ofensiva, que terminó con Hipias y sus seguidores sitiados en la Acrópolis, hasta que finalmente aceptaron exiliarse.
Pronto Clístenes e Iságoras se enfrentaron por el control de Atenas. Cleómenes apoyó a Iságoras y juntos forzaron a Clístenes y los Alcmeónidas a marchar al exilio por segunda vez. Cleómenes incluso abolió la Boulé, un consejo establecido por Clístenes, y ocupó la Acrópolis. Los ciudadanos de Atenas protestaron y le expulsaron de la ciudad. Cleómenes reunió entonces un ejército, con la intención de establecer a Iságoras en Atenas como nuevo tirano, y comenzó por invadir el Ática. Los corintios integrados en su ejército, al enterarse de que iban a atacar Atenas, se negaron a ello, frustrando la invasión.

## La revuelta jónica y sus consecuencias
Cleómenes era aún rey cuando Aristágoras, el tirano de Mileto, llegó a Esparta para pedir ayuda para la Revuelta jónica de 499 a. C. Aristágoras casi convenció a Cleómenes de que le ayudase, prometiéndole una fácil conquista de Persia y sus riquezas, pero Cleómenes le despachó al enterarse de que se precisaba un viaje de tres meses por tierra para llegar a Persia. Según Heródoto, Gorgo, hija de Cleómenes, le advirtió no confiar en un hombre que trataba de corromperle.
Cuando los persas invadieron Grecia tras haber aplastado la revuelta en Jonia, muchas de las ciudades se les sometieron rápidamente. Entre ellas estaba Egina, donde Cleómenes intentó capturar a los principales colaboracionistas, pero los eginetas no le ayudaron y el otro rey espartano, Demarato, se dedicaba entre tanto a minar sus esfuerzos. Cleómenes destronó a Demarato tras sobornar también él al oráculo de Delfos para que anunciara que era ésta la voluntad divina. Lo reemplazó con Leotíquidas II. Con la ayuda del nuevo rey consiguió Cleómenes hacerse con los colaboracionistas de Egina.
Hacia el 494 a. C., Cleómenes invadió también Argos y, venciendo al ejército argivo, mató a unos 6.000 de sus habitantes. Tras este ataque, Esparta tuvo en Argos un feroz enemigo durante décadas.

## Exilio y muerte
En torno al 490 a. C., Cleómenes se vio obligado a huir de Esparta cuando su complot contra Demarato quedó al descubierto, pero los espartanos le autorizaron a regresar en cuanto se supo que estaba reclutando un ejército. En cualquier caso, según Heródoto, para entonces estaba ya loco y los espartanos lo enviaron a prisión. Hay muchas historias sobre su muerte, pero según el relato de Heródoto se suicidó clavándose repetidamente a sí mismo un cuchillo, desde sus muslos hasta llegar a los órganos vitales.
A Cleómenes le sucedió su yerno Leónidas I, quien para consolidar su ascenso al trono se casó con Gorgo, la hija de aquel.